# バートベルゲン
バートベルゲン (ドイツ語: Badbergen) は、ドイツ連邦共和国ニーダーザクセン州オスナブリュック郡北部のザムトゲマインデ・アルトラントを構成する町村（以下、本項では便宜上「町」と記述する）である。この町はハーゼタール保養地の一部としてアルトラントに位置している。

## 地理

### 位置
バートベルゲンは北ドイツ低地内の、アルトラント沖積平地の中央に位置する。ここは谷の砂地の土地と湿った低地に細分される広い平地である。
南のトイトブルクの森から流れてくるハーゼ川は、クロッペンブルガー・ゲーストに至り、その登り勾配のために西向きに流路を変える。

### 地質学と水理地質学
第三紀の丘陵の北側、クヴァーケンブリュック近郊にあたるハーゼ氷河谷の低地では、ハーゼユーバーファルと呼ばれる内陸デルタが形成されている。この内陸デルタの範囲は、アルトラントの領域とほぼ等しい。これは主に氷河の流路であり、氷河の雪解け水の作用で堆積物が造られた。この付近では勾配が極めて小さく、ハーゼ川が多くの川筋に分岐し内陸デルタを形成しているが、これはバーデベルゲン付近から始まる。
ボーリング調査の結果は、最上層がローム質および砂質の更新世の堆積物からなることを示している。最上層の厚さはおよそ 5 -7 m であることを示している。この層の下には約 10 m の厚さのローム質および泥灰岩の堆積層がある。25 - 30 m の深さにある砂質の地層は、地下水の豊かな帯水層を形成している。帯水層の最も浅い箇所は 2 - 6 m の深さにある。

### 町域の広がり
バーデベルゲンは、連邦道 B68号線の両側を中心として形成された列村である。東側は主に住宅地が多くの列を形成しており、西側は道沿いの建物の裏側の、古くから存在する農地の間に工場が点在している。1876年に鉄道で結ばれた後、いくつかの工場が進出し、農村から手工業者と商人の町に発展していった。しかし、この町では都市化の問題が完全に解決したわけではない。
農地は主にグレンロー、グロース・ミンメラーゲ、グローテ、ランゲン、レヒテルケ、フェース、ヴェーデル、ヴルフテンの各地区に存在する。

### 隣接する市町村
バーデベルゲンは、南はベルゼンブリュック、西はノルトルプおよびメンスラーゲ、北はクヴァーケンブリュック（以上、いずれもオスナブリュック郡）、東はディンクラーゲおよびホルドルフ（ともにフェヒタ郡）と境を接している。

### 自治体の構成
この町は、以下の地区から構成されている:
- バーデベルゲン - 行政機関所在地
- グレンロー
- グロース・ミンメラーゲ
- グローテ
- ランゲン
- レヒテルケ
- フェース
- ヴェーデル
- ヴォールト
- ヴルフテン

### 気候
ベルゲンは、北海沿岸の海洋性気候から南部および東部の大陸性気候への移行部に位置しており、北海からの湿った北西風により影響を受ける海岸性気候の特徴を持つ。
年間平均気温は 8.5 - 9.0 ℃、年間降水量は約 616 mm である（ドイツ全土の平均年間降水量は約 800 mm）。最も暖かい月は7月と8月で、その平均気温は 17.2 ℃ および 16.9 ℃ である。最も寒いのは1月と2月で、平均気温は 1.6 ℃ と 2.2 ℃ である。最も多くの降水があるのは6月と7月で平均月間降水量は 69 mm および 75 mm、最も少ないのは2月と3月で 36 mm と 42 mm である。5月から8月までの間に平均 20 -25日の夏日がある。雨の日数は12月が10日で最も多いが、降水量 49 mm は平均程度である。
| バートベルゲンの気象データの気候                | バートベルゲンの気象データの気候 | バートベルゲンの気象データの気候 | バートベルゲンの気象データの気候 | バートベルゲンの気象データの気候 | バートベルゲンの気象データの気候 | バートベルゲンの気象データの気候 | バートベルゲンの気象データの気候 | バートベルゲンの気象データの気候 | バートベルゲンの気象データの気候 | バートベルゲンの気象データの気候 | バートベルゲンの気象データの気候 | バートベルゲンの気象データの気候 | バートベルゲンの気象データの気候 |
| 月                                              | 1月                              | 2月                              | 3月                              | 4月                              | 5月                              | 6月                              | 7月                              | 8月                              | 9月                              | 10月                             | 11月                             | 12月                             | 年                               |
| ----------------------------------------------- | -------------------------------- | -------------------------------- | -------------------------------- | -------------------------------- | -------------------------------- | -------------------------------- | -------------------------------- | -------------------------------- | -------------------------------- | -------------------------------- | -------------------------------- | -------------------------------- | -------------------------------- |
| 降水量 mm （inch）                              | 63.5 (2.5)                       | 43.2 (1.701)                     | 53.5 (2.106)                     | 48.1 (1.894)                     | 59.6 (2.346)                     | 73.4 (2.89)                      | 72.7 (2.862)                     | 63.9 (2.516)                     | 56.1 (2.209)                     | 55.8 (2.197)                     | 67.4 (2.654)                     | 70.1 (2.76)                      | 727.2 (28.63)                    |
| 出典：Wetter und Klima - Deutscher Wetterdienst |                                  |                                  |                                  |                                  |                                  |                                  |                                  |                                  |                                  |                                  |                                  |                                  |                                  |

## 歴史
テックレンブルク伯ジーモンの1175年の文書に Padberge として記録されている。1188年の文書ではこの地名表記は Batbergh に変化している。
他にも、教会区の文書にも古くからその名が記されている。1235年に創設された律修司祭教区が、列村から教会村になる契機となった。バートベルゲンの発展と交易地としての重要性は、おそらく、2本の重要な交易路が交差するその立地によっていた。南北の街道については、現在も連邦道 B68号線が建設され、バイパス道路によって制御されている。

### 町村合併
1972年7月1日に、グレンロー、グロース・ミンメラーゲ、グローテ、ランゲン、レヒテルケ、フェース、ヴェーデル、ヴルフテンがこの町に合併した。

### 人口推移
以下の表は、各年の12月31日時点での町域における人口を示している。
数値は、1987年5月25日の人口調査結果に基づくニーダーザクセン州統計およびコミュニケーション技術局の研究結果である。
1961年（6月6日）と1970年（5月27日）の数値は、1972年7月1日に合併した地域の人口を含む人口調査の結果である。
| 年   | 人口（人） |
| ---- | ---------- |
| 1961 | 4,545      |
| 1970 | 4,412      |
| 1987 | 3,991      |
| 1990 | 4,093      |
| 1995 | 4,343      |
| 2000 | 4,473      |
| 2005 | 4,613      |
| 2010 | 4,563      |
| 2011 | 4,600      |

### 地名の意味
地名の決定的な意味については現在も明らかでない。地名表記の Padberg は「小径」を意味する Pad と「旅籠」あるいは「避難所」を意味する Berge から導出されたものである。別の解釈としては、古ザクセン語の人名 Bathard に基づき Batbergh という地名になったという説がある。

## 行政

### 議会
この町の議会は 15議席からなる。町長はヴェルナー・マイアー (UWG) である。

### 姉妹自治体
- エデ＝バズージュ（フランス語版、英語版）（フランス、イル＝エ＝ヴィレーヌ県）
- ヨンコボ（ポーランド語版、英語版）（ポーランド、ヴァルミア＝マズールィ県）

## 文化と見所

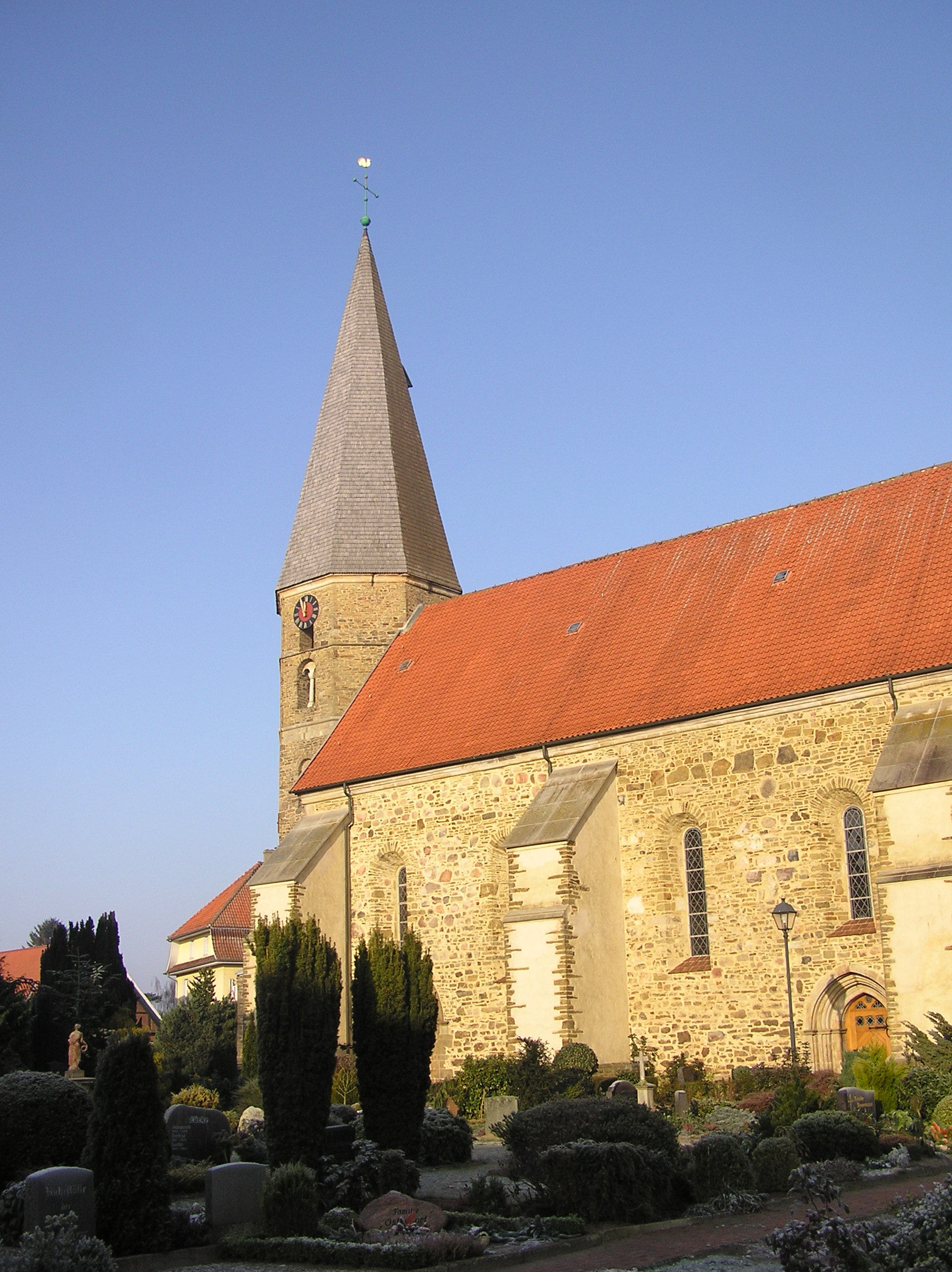
聖ゲオルク教会

バートベルゲンの見所の大半は観光街道アルトラント＝ルート経由で行くことができる。有名なのは、保護文化財に指定されているアルトラントの農場群と、そのほとんどそれぞれに見られるオークの小さな森である。そのほかの見所には以下のものがある。
- 福音主義の聖ゲオルク教会。八角形のロマネスク様式の教会塔下部を有する。
- カトリックの聖マリエン教会

これらはともに町の中心部にある。
- グロース・ミンメラーゲの修復された風車
- ランゲンのエーゼルホーフ

- 聖マリエン教会
- ランゲンのエーゼルホーフ

## 経済と社会資本

### 交通
2013年12月20日まで連邦道B68号線が町の中心部を南北に貫いていた。2008年8月28日にバイパス道路建設計画が実施された。バイパス道路は2013年12月20日に工事期間16ヶ月で開通した。
現在、ノルトヴェストバーンのオスナブリュック - オルデンブルク線が町内を南北に貫いている。1876年のこの路線開通時にバートベルゲンにも駅が設けられたが、やがて営業を停止した。最寄りの駅はベルゼンブリュックとクヴァーケンブリュックにある。これらの駅にはノルトヴェストバーンのレギオナルエクスプレス RE-18（オスナブリュック - オルデンブルク - ヴィルヘルムスハーフェン）が停車する。このほかに廃止されたクヴァーケンブリュック - ライネ}線もこの町を通っていた。
バートベルゲンからクヴァーケンブリュック行きのオスナブリュック交通会社のバス路線がある。このほかに民間主導のバートベルゲン住民バス協会がある。この協会は、月曜日から土曜日までこの町の地区とクヴァーケンブリュックのマルクト広場および病院とを結ぶ非常に便の良い住民バス（運賃は1ユーロ）を運行している。

### 地元企業
この町の大きな雇用主としては、従業員340人を擁する「アルトラント・コンヴィーニエンス GmbH」がある。

### 公共機関
バートベルゲン郷土館e.V.、アルトラント民俗衣装連盟、シャンティーコール「ハーゼユングス」は伝統的な民俗活動や地域文化を保護するために結成された。ただしいずれの団体も後継者不足問題に悩まされている。

### 教育
かつては、基礎課程学校、オリエンテーション段階、本課程学校および実科学校で形成される学校統合体は、隣のクヴァーケンブリュックへの学域統合により、まず本課程学校が、ついで実科学校が廃止され、現在では基礎課程学校だけとなった。このほかに福音主義の幼稚園がある。